# Абардонадо, Жак
Жак Абардонадо (фр. Jacques Abardonado; род. 27 мая 1978, Марсель) — французский футболист, защитник. Двоюродный брат Андре-Пьера Жиньяка.

## Карьера
Начал заниматься футболом в клубе «Эндом». В 1998 году перешёл в молодёжную команду «Олимпика» Марсель. Дебютировал в профессиональном футболе 10 ноября того же года.
В 2001 году перебрался в «Лорьян». Вместе с ним выиграл Кубок Франции в 2002 году. Абардонадо пропустил финал Кубка лиги, где «Лорьян» уступил «Бордо» со счётом 3:0.